# Symphony X (album)
Symphony X är det första studioalbumet av det amerikanska progressiv metal-bandet Symphony X, utgivet 6 december 1994 av skivbolaget Zero Corporatin. Albumet har fått en del kritik på grund av den undermåliga produktionen och avsaknad av den nuvarande sångaren, Russell Allen.

## Låtlista
Alla låtar är skrivna av Symphony X
1. "Into the Dementia (instrumental) – 1:01
2. "The Raging Season" – 5:01
3. "Premonition" – 5:38
4. "Masquerade" – 4:28
5. "Absinthe and Rue" – 7:17
6. "Shades of Grey" – 5:41
7. "Taunting the Notorious" – 3:21
8. "Rapture or Pain" – 5:05
9. "Thorns of Sorrow" – 3:55
10. "A Lesson Before Dying" – 12:07

## Medverkande
Symphony X-medlemmar
- Rod Tyler – sång
- Michael Romeo – gitarr
- Thomas Miller – basgitarr
- Michael Pinnella – keyboard
- Jason Rullo – trummor

Produktion
- Symphony X – producent, ljudtekniker
- Mike Thompson – ljudtekniker, ljudmix
- Joseph M. Palmaccio – mastering
- Neil Seiffer – omslagskonst
- Danny Clinch – foto